# Урта-Елга
Урта-Елга (баш. Уртайылға) — деревня в Балтачевском районе Башкортостана, относится к Нижнесикиязовскому сельсовету.

## Географическое положение
Расстояние до:
- районного центра (Старобалтачёво): 15 км,
- центра сельсовета (Нижнесикиязово): 4 км,
- ближайшей ж/д станции (Куеда): 52 км.

## Население
| 2002 | 2009 | 2010 |
| ---- | ---- | ---- |
| 52   | ↘50  | ↘46  |

Согласно переписи 2002 года, преобладающая национальность — башкиры (67 %).